# Châtillon-Saint-Jean
 Châtillon-Saint-Jean  là một xã thuộc tỉnh Drôme trong vùng Auvergne-Rhône-Alpes đông nam nước Pháp. Xã Châtillon-Saint-Jean nằm ở khu vực có độ cao trung bình 194 mét trên mực nước biển.